# Liste der Kunstwerke im öffentlichen Raum in Niederösterreich
Die Liste der Kunstwerke im öffentlichen Raum in Niederösterreich enthält die von der Niederösterreich Kultur gelisteten und realisierten Kunstwerke im öffentlichen Raum (Public Art) in Niederösterreich, so sie sich nicht nur temporär im öffentlichen Raum befinden.
Seit den 1980er Jahren entstehen in Niederösterreich künstlerische Projekte im öffentlichen Raum. Eine Fachjury empfiehlt österreichische und internationale Künstler, Designer und Architekten. Bis Anfang 2013 wurden rund 500 Arbeiten realisiert. Bis 2011 sind diese in mehreren Bänden Veröffentlichte Kunst dokumentiert.
Aus technischen Gründen ist die Gesamtheit der Kunstwerke auf die vier Viertel aufgeteilt:
- Industrieviertel (inkl. Wien)
- Mostviertel (inkl. St. Pölten und Wachau südlich der Donau)
- Waldviertel (inkl. Wachau nördlich der Donau)
- Weinviertel

## Quelle
- Kunst im öffentlichen Raum Niederösterreich (Stand: 21. Juli 2025)
- Katalog Kunst im öffentlichen Raum Niederösterreich. (csv) Land Niederösterreich, 28. Juni 2013, abgerufen am 4. August 2015 (Lizenz: Creative Commons Namensnennung 3.0 Österreich).